# ديغ (سطر أوامر)

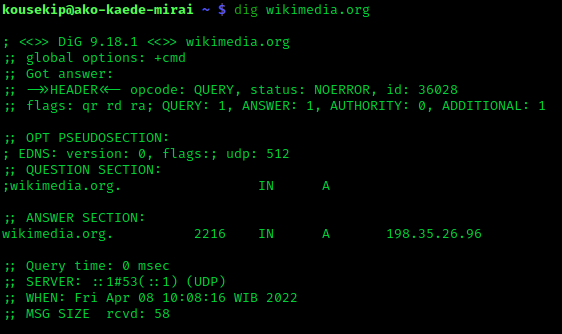
(سطر الاوامر) ديغ

ديغ (بالإنجليزية: dig)‏هي أداة سطر أوامر لإدارة الشبكة للاستعلام عن نظام أسماء النطاقات (DNS).
ديغ مفيد لاستكشاف أخطاء الشبكة ولأغراض تعليمية. يمكن أن يعمل عن طريق سطر الأوامر أو خيار وسيط لأمر آخر، أو في وضع الدُفعات من خلال قراءة الطلبات من ملف نظام التشغيل. في حالة عدم تحديد خادم أسماء معين في سطر الأمر، فإنه يستخدم المحلل الافتراضي لنظام التشغيل، وعادة ما يتم تكوينه في الملف resolv.conf . بدون أي حجج فإنه يستعلم عن منطقة الجذر.
يدعم ديغ استعلامات اسم النطاقات الدولي (IDN).
ديغ هو أحد مكونات مجموعة برامج خادم اسم المجال بايند. حل أدات ديغ محل العديد من الأدوات القديمة، مثل إن إس لوك أب، وأداة هوست؛ ومع ذلك، لا تزال الأدوات القديمة تستخدم بطريقة تكميلية.

## مثال على الاستخدام
في هذا المثال، يتم استخدام dig للاستعلام عن أي نوع من معلومات السجل في المجال example.com :
```
$ dig example.com any
; <<>> DiG 9.6.1 <<>> example.com any
;; global options: +cmd
;; Got answer:
;; ->>HEADER<<- opcode: QUERY, status: NOERROR, id: 4016
;; flags: qr rd ra; QUERY: 1, ANSWER: 4, AUTHORITY: 0, ADDITIONAL: 0

;; QUESTION SECTION:
;example.com.   IN ANY

;; ANSWER SECTION:
example.com.  172719 IN NS a.iana-servers.net.
example.com.  172719 IN NS b.iana-servers.net.
example.com.  172719 IN A 208.77.188.166
example.com.  172719 IN SOA dns1.icann.org. hostmaster.icann.org. 2007051703 7200 3600 1209600 86400

;; Query time: 1 msec
;; SERVER: ::1#53(::1)
;; WHEN: Wed Aug 12 11:40:43 2009
;; MSG SIZE rcvd: 154

```

الرقم 172719 في المثال أعلاه هو قيمة وقت العيش، والتي تشير إلى وقت صلاحية البيانات.

قد يتم توجيه الاستفسارات إلى خوادم DNS المخصصة لسجلات محددة؛ في هذا المثال، سجلات MX :
```
$ dig wikimedia.org MX @ns0.wikimedia.org
; <<>> DiG 9.6.1 <<>> wikimedia.org MX @ns0.wikimedia.org
;; global options: +cmd
;; Got answer:
;; ->>HEADER<<- opcode: QUERY, status: NOERROR, id: 61144
;; flags: qr aa rd; QUERY: 1, ANSWER: 2, AUTHORITY: 0, ADDITIONAL: 2
;; WARNING: recursion requested but not available

;; QUESTION SECTION:
;wikimedia.org.   IN MX

;; ANSWER SECTION:
wikimedia.org.  3600 IN MX 10 mchenry.wikimedia.org.
wikimedia.org.  3600 IN MX 50 lists.wikimedia.org.

;; ADDITIONAL SECTION:
mchenry.wikimedia.org. 3600 IN  A  208.80.152.186
lists.wikimedia.org. 3600 IN  A  91.198.174.5

;; Query time: 73 msec
;; SERVER: 208.80.152.130#53(208.80.152.130)
;; WHEN: Wed Aug 12 11:51:03 2009
;; MSG SIZE rcvd: 109

```

## تاريخ
كتب الحفر في الأصل ستيف هوتز وتم دمجه في BIND 4 ؛ تمت إعادة كتابته لاحقًا بواسطة Michael Sawyer ، وتم صيانته بواسطة Internet Systems Consortium كجزء من BIND 9.
عند كتابتها في الأصل، أشارت الصفحة اليدوية الخاصة بالحفر إلى أن اسمها كان اختصارًا لعبارة "Domain Information Groper". تمت إزالة هذا التوسع في عام 2017 ؛ أصبح اسم الأداة الآن ببساطة «حفر».

### فهرس
- Paul Albitz and Cricket Liu. DNS and BIND, 5th Edition. Nutshell Series. O'Reilly and Associates, Inc., 2006.

## روابط خارجية
- كيفية استخدام حفر للاستعلام عن خوادم أسماء DNS